# سيرجيو فرنانديز (لاعب كرة قدم)
سيرجيو فرنانديز (بالإسبانية: Sergio Fernández Álvarez)‏ (و. 1975  م) هو لاعب كرة قدم، من إسبانيا، ولد في ليون، يلعب كمُدَافِع.